# Repozytorium transakcji
Repozytorium transakcji – osoba prawna zajmująca się gromadzeniem i przechowywaniem na szczeblu centralnym danych dotyczących instrumentów pochodnych. Instytucję repozytorium transakcji powołano po kryzysie finansowym 2007-2009, jako jedno z narzędzi wzmocnienia nadzoru nad rynkami finansowymi w Unii Europejskiej.

## Obowiązek raportowania informacji do repozytoriów transakcji
Zgodnie z Rozporządzeniem Parlamentu Europejskiego i Rady (UE) NR 648/2012 z dnia 4 lipca 2012 r. w sprawie instrumentów pochodnych będących przedmiotem obrotu poza rynkiem regulowanym, kontrahentów centralnych i repozytoriów transakcji (EMIR), wprowadza się obowiązek raportowania wszystkich kontraktów pochodnych do repozytorium transakcji, niezależnie od rynku, na którym zostały one zawarte. Rozporządzenie obowiązuje na terenie całego EOG.
Strony kontraktu pochodnego zobowiązane są zgłaszać szczegółowe informacje na temat każdego zawartego przez siebie kontraktu do repozytorium transakcji zarejestrowanego w Europejskim Urzędzie Nadzoru Giełd i Papierów Wartościowych (European Securities Market Authority, ESMA) repozytorium transakcji.
Dane powinny być zgłoszone nie później niż w dniu roboczym następującym po zawarciu, zmianie lub rozwiązaniu takiego kontraktu.
Każda ze stron kontraktu pochodnego ma obowiązek raportowania transakcji do repozytorium, przy czym strony mogą uzgodnić, że jedna ze stron deleguje swój obowiązek na rzecz drugiej lub do podmiotu trzeciego.
ESMA publikuje listę zarejestrowanych repozytoriów transakcji:
- Krajowy Depozyt Papierów Wartościowych;
- DTCC Derivatives Repository Ltd. (DDRL);
- Regis-TR S.A.;
- UnaVista Limited;
- DTCC Data Repository (Ireland) Plc;
- UnaVista TRADEcho B.V. (The Netherlands).

## Repozytorium transakcji w KDPW
Zgodnie z art. 48 pkt. 5a ust. 1 Ustawy o obrocie instrumentami finansowymi, Krajowy Depozyt Papierów Wartościowych (KDPW) upoważniony jest do prowadzenia takiej działalności.
7 listopada 2013 r. ESMA zarejestrowała Repozytorium transakcji w KDPW (KDPW_TR). Repozytorium Transakcji EMIR w KDPW rejestruje raporty dotyczące wszystkich klas instrumentów pochodnych, niezależnie od miejsca zawarcia kontraktu (rynek regulowany lub rynek OTC):
- towarowy instrument pochodny (CO);
- kredytowy instrument pochodny (CR);
- walutowy instrument pochodny (CU);
- instrument pochodny na akcje (EQ);
- instrument pochodny na stopę procentową (IR);
- inny instrument pochodny (OT).

Izba rozliczeniowa KDPW CCP oferuje bezpłatne pośrednictwo w przekazywaniu informacji do repozytorium transakcji.